# 지구의 시간

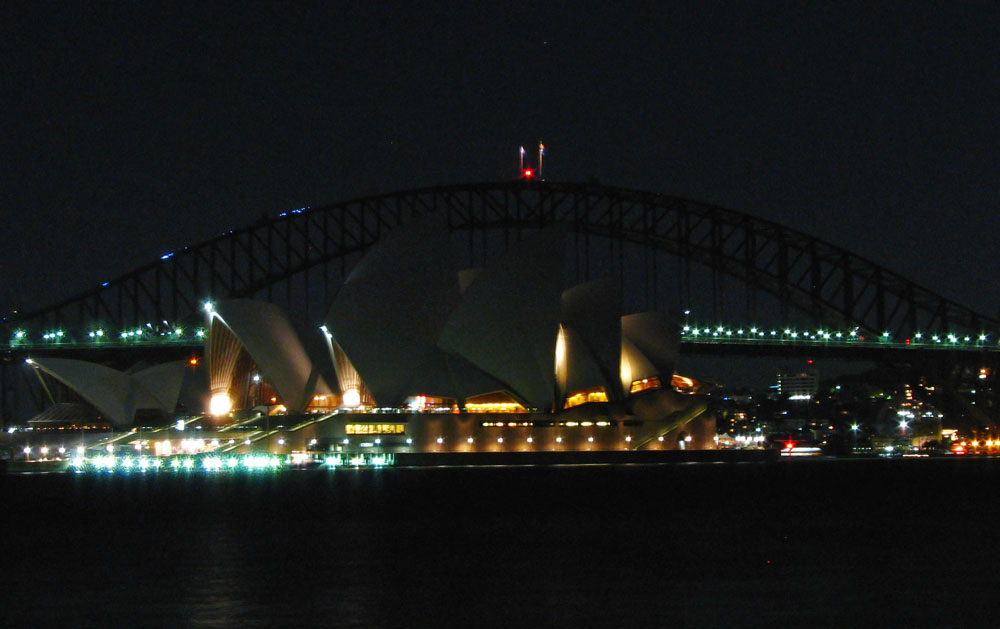
시드니오페라하우스와 인근 다리의 소등 모습(2007)

쿠리치바의 식물원 (쿠리치바, 파라나 주, 브라질), 2010년 3월 27일.

지구의 시간 또는 어스아워(영어: Earth Hour)는 야간 조명으로 인한 전력 소비와 지나친 빛공해를 줄여보고자 국제적으로 실행되고 있는 "조명 끄기 행사"이다. 매년 3월 마지막 토요일 저녁에 한다. 2007년부터 시작된 지구의 시간 행사는 1시간 동안 각 가정과 기업들이 모든 조명을 끄고 잠시 동안이라도 전기의 소중함을 깨달음과 동시에 탄소 방출량을 줄여보고자 하는 뜻도 담겨 있다.
지구의 시간은 시드니 모닝해럴드 지와 세계자연기금에 의해 처음 시작되었으며 오스트레일리아의 시드니에서 최초로 시작되었다. 처음에는 2007년 3월 31일 오후 7시 30분 ~ 8시 30분 간 소등하는 것으로 계획되었다. 2007년 행사로 시드니 전체의 전력 소비량의 2.1~10.2%가 동시간 대비로 볼 때 줄어든 것으로 보고 있다. 최대 220만 명이 함께 참여한 것으로 보고 있는데 2008년에는 최초로 전 세계 각국 기업들과 수많은 사람들이 참가하였다.

## 연도별 행사
2008년
어스 아워를 국제적인 캠페인으로 발돋움하는데 결정적인 공헌을 한 사람은 시드니의 시장이었던 클로버 무어였다. 2008년도 행사에는 총 286,000명과 2만여 개의 기업이 참가하기로 공식사이트에 서명하였다.
2009년
2009년 어스 아워는 3월 28일 20시 30분에 시작하여 1시간 동안 소등하는 행사가 전 지구를 돌면서 진행된다. 이 행사에는 80개국 1,289개 이상의 도시, 1억 명 이상이 참여할 예정이다.
2010년
2010년 어스 아워는 지역 시간으로 3월 27일 오후 8시 30분부터 9시 30분까지 진행되었고, 이스라엘에서는 4월 22일에 진행되었다.
이번 행사에서는 전 세계 126개국, 4000여개의 도시와 빅벤, 엠파이어 스테이트 빌딩, 시드니 오페라 하우스, 에펠탑, 파르테논 신전, 브란덴부르크 문, 자금성 등 세계 각지의 랜드마크에서도 참여하였다.
2013년
2013년 어스 아워는 부활 성야인 3월 30일인 관계로, 그 전 주 토요일인 2013년 3월 23일에 진행되었다.

#### 2017년
2017년에는 187개국, 12,000개의 랜드마크가 소등하였다. 한국에서는 N서울타워, 서울시청, 부산 영화의 전당 등이 참여하였고, <바보 같은 제안>이라는 캠페인 영상을 통해 높은 곳에 스위치를 달으니 오히려 불끄기에 재미를 느낀다는 어스아워 참여 독려 영상에 백만 뷰 이상의 호응을 얻었다.

## 같이 보기
- 지구의 날 (Earth Day. 어스 데이) : 매년 4월 22일 20시부터 10분간 소등
- 에너지의 날 : 매년 8월 22일 21시부터 5분간 소등
- 에너지 절약
- 지구온난화
- 광공해